# Saint-Rémy-Boscrocourt
Saint-Rémy-Boscrocourt ist eine französische Gemeinde mit 801 Einwohnern (Stand: 1. Januar 2022) im Département Seine-Maritime in der Region Normandie. Sie gehört zum Arrondissement Dieppe und zum Kanton  Eu. Die Einwohner werden Saint-Pierre-Vallais genannt.

## Geographie
Saint-Rémy-Boscrocourt liegt etwa 26 Kilometer nordöstlich von Dieppe. Umgeben wird Saint-Rémy-Boscrocourt von den Nachbargemeinden Flocques im Norden und Nordwesten, Étalondes im Norden, Eu im Norden und Nordosten, Saint-Pierre-en-Val im Osten, Baromesnil im Süden und Südosten, Saint-Martin-le-Gaillard im Süden und Südwesten sowie Criel-sur-Mer im Westen.

## Bevölkerungsentwicklung
| Jahr                      | 1962 | 1968 | 1975 | 1982 | 1990 | 1999 | 2006 | 2013 |
| Einwohner                 | 583  | 618  | 641  | 635  | 672  | 694  | 761  | 789  |
| Quelle: Cassini und INSEE |      |      |      |      |      |      |      |      |

## Sehenswürdigkeiten

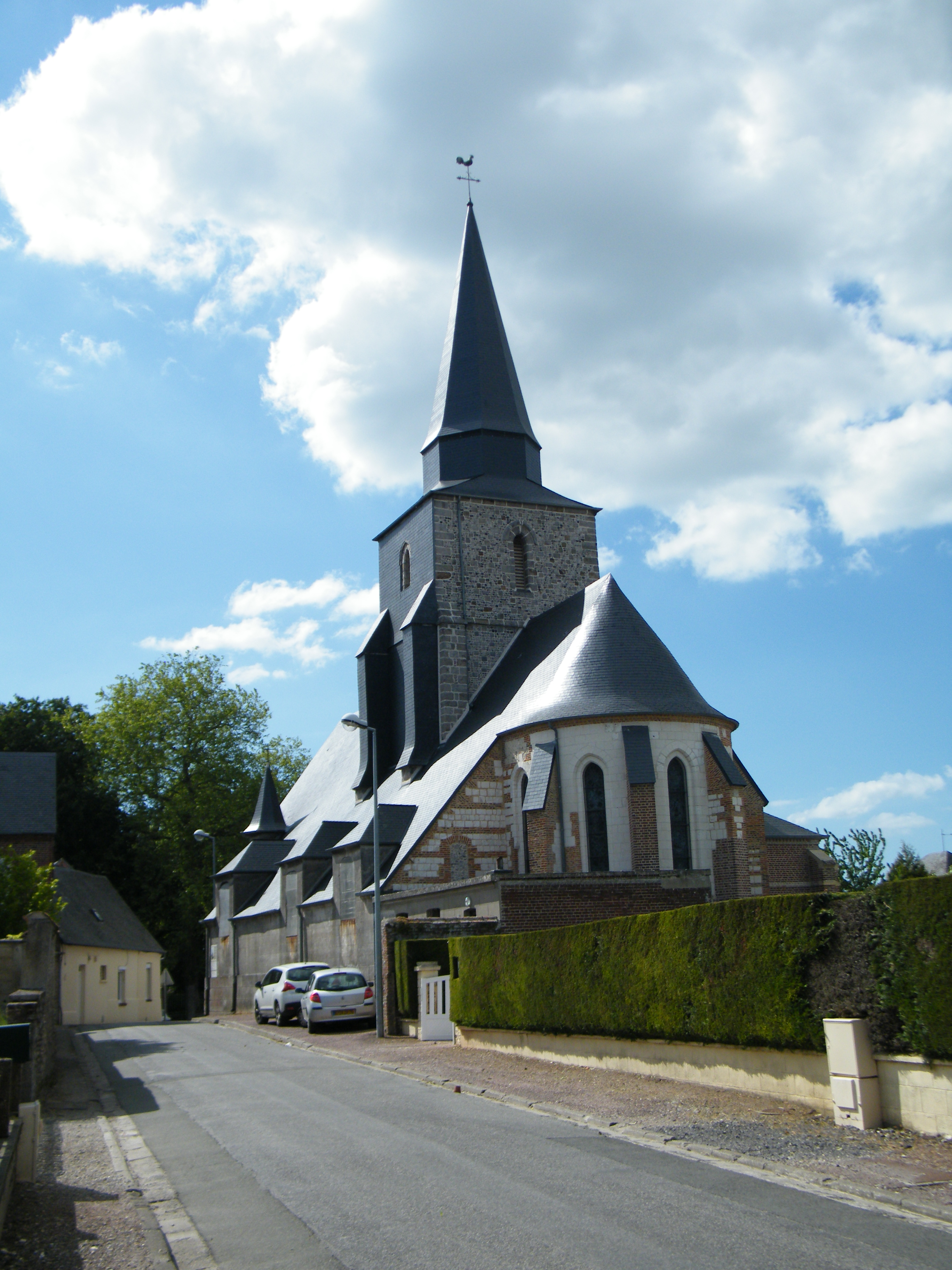
Kirche Saint-Remi

- Kirche Saint-Remi aus dem 13. Jahrhundert
- Kirche Sainte-Marguerite in Boscrocourt aus dem 13. Jahrhundert